# Prefect (Rome)
Prefect (Latijn: praefectus, een participium perfectum van praeficere: vooruit maken, hier: aan het hoofd stellen van) was een leidinggevende titel in de Romeinse oudheid en de middeleeuwen in het Latijnse westen.

## In ruimere zin
Prefect (eigenlijk hoofd', directeur(-generaal) of commandant) kon bij de Romeinen iedereen genoemd worden die belast was met de leiding over een bepaalde groep of instelling. Zelfs een slaaf die toezicht hield over medeslaven kon prefect worden genoemd. Het leger telde vele prefecten, zoals praefectus castrorum, praefectus cohortis of praefectus orae maritimae. Onder de Republiek werden ook gevolmachtigden van magistraten als praefectus aangeduid. In de Keizertijd werden onder de titel prefect diverse bijzondere hooggeplaatste keizerlijke functionarissen aangesteld die door de keizer persoonlijk, vooral uit de equites, werden benoemd.

## Prefecten in de oudheid
De bevoegdheid en het ambtsgebied van een prefect werd in de Romeinse oudheid een praefectura (prefectuur) genoemd. De prefecten kunnen in drie grote groepen worden opgedeeld: de militaire prefect, de prefect uit de ordo senatus (senatorenstand) en de prefect uit de ordo equester (ruiterstand, soms ook ridderstand). Een prefect was meestal een door een andere ambtenaar aangewezen persoon die een deel van diens ambt op zich nam.

### Militaire prefecten
- Praefectus alae, aanvoerder van een ala (cavalerieregiment);
- Praefectus castrorum, kampcommandant;
- Praefectus cohortis, aanvoerder van een cohors;
- Praefectus classis, vlootcommandant;
- Praefectus equitatus, cavaleriecommandant;
- Praefectus equitum, cavaleriecommandant;
- Praefectus fabrum, militair officier (cf. secondant);
- Praefectus legionis, aanvoerder van een legioen uit de ordo equester;
- Praefectus legionis agens vice legati, aanvoerder van een legioen uit de ordo equester handelend in de plaats van een legatus legionis;
- Praefectus sociorum, commandant in een ala sociorum (legereenheid gerekruteerd onder de socii ("bondgenoten", Italische volkeren met een min of meer geprivilegieerde status binnen het Imperium Romanum)

### Prefecten uit deordo senatorius
- Praefectus feriarum Latinarum causa, een lager ambt voor een jonge senator, waarbij deze de consuls verving tijdens de Feriae Latinae op de Albaanse berg;
- Praefectus frumenti dandi, vier oud-praetors die instonden voor de voedselbedeling onder het volk;
- Praefectus aerarii militaris, drie oud-praetors die instonden voor de pensioenen van de legionairs;
- Praefectus aerarii Saturni, twee oud-praetors die instonden voor de schatkist (aerarium);
- Praefectus urbi, een oud-consul die instond voor de stad tijdens de afwezigheid van de consuls;
- Praefectus alimentorum, een oud-consul die instond voor het financiële onderhoud van wezen.

### Prefecten uit deordo equester
- praefectus Alexandriae et Aegypti, stond in voor het bestuur van de provincia Alexandria et Aegyptus (het rijke 'kroondomein' Egypte, de keizerlijke graanschuur bij uitstek) en was vaak een oud-praefectus annonae. Deze positie behoorde tot de hoogste ambten die iemand uit de equites kon verkrijgen;
- praefectus annonae, stond in voor de voorraad bij schaarste en stond onder de praefectus urbi;
- Praefectus civitatum, werd aangewezen door de bestuurder van een provincia om er een deel van te besturen (bv. Pontius Pilatus, de praefectus Iudaeae, 26-36); vanaf de tijd van Claudius werd dit ambt meestal door een procurator uitgevoerd;
- Praefectus praetorio, aanvankelijk bevelhebber van de keizerlijke pretoriaanse wacht; later ontwikkeld tot een topminister ten hove van elke (mede-)keizer;
- Praefectus vehiculum, stond in voor het onderhoud van de openbare wegen;
- Praefectus vigilum, stond in voor de zeven cohortes vigilum (cf. brandweerkorpsen) van de (hoofd)stad Rome.

### Andere prefecten
- praefectus aquarum (ook wel curator aquarum), stond in voor de aquaducten;
- praefectus iuri dicundo, werd vanuit Rome naar een colonia gestuurd om de duoviri te vervangen.

## Praefectina de oudheid
In de middeleeuwen, renaissance en zelfs later in het ancien régime werd de term praefectus voor vele verscheidene ambten gebruikt, waaronder burggraaf en bepaalde hofambten.